# 山田明郷
山田 明郷（やまだ めいきょう、1949年3月22日 - ）は、日本の俳優。愛知県出身。京都産業大学中退。血液型はA型。フロム・ファーストプロダクション所属。

## 出演

### テレビドラマ

#### NHK
- 功名が辻（2006年） - 平岡頼勝 役
- 行列48時間（2009年） - 行列8番目の男・会長 役
- 吉原裏同心（2014年） - 松下源左衛門 役
- 風の峠〜銀漢の賦〜（2015年） - 伊藤重左衛門 役
- 大岡越前3（2016年） - 阿部豊後守正喬 役
- 四十八人目の忠臣（2017年） - 堀内源左衛門 役
- 西郷どん (NHK大河ドラマ)（2018年） - 松平宗秀 役
- 専業主婦が就職するまでにやっておくべき8つのこと（2018年） - 善川政信 役
- おしい刑事（2019年） - 北島哲也 役
- 我らがパラダイス（2023年） - 大久保勇次 役[2]
- 仮想儀礼（2024年） - 城山社長 役

#### 日本テレビ
- グッドラック（1996年） - 村瀬和則 役
- ストレートニュース（2000年） - 流山弁護士 役
- 史上最悪のデート（2001年） - 伊集院家執事 役
- FACE〜見知らぬ恋人〜（2001年） - 水野賢治 役
- ウィルスパニック2006夏〜街は感染した〜（2006年） - 飯野課長 役
- DRAMA COMPLEX「松本清張スペシャル・共犯者」（2006年）
- 百鬼夜行抄（2007年） - 飯嶋伶（蝸牛） 役
- ザ・クイズショウ（2008年） - 牧村幸三 役
- 課長島耕作（2008年） - 野瀬健三 役
- 華麗なるスパイ（2009年） - 手塚幹事長 役
- 左目探偵EYE（2010年） - 亀山総理大臣 役
- 美咲ナンバーワン!!（2011年） - 三国照之 役
- 生きてるだけでなんくるないさ（2011年） - 石嶺美香の父 役
- 理想の息子（2012年） - 栗橋理事 役
- ST 警視庁科学特捜班（2013年） - 高梨組長 役
- 東京バンドワゴン〜下町大家族物語（2013年） - 茅野刑事 役
- 掟上今日子の備忘録（2015年） - 和久井和久 役
- 金曜ロードSHOW!「結婚に一番近くて遠い女」（2015年） - 須藤虎雄 役
- ヒガンバナ〜警視庁捜査七課〜（2016年） - 唐島英一 役
- ラストコップ（2016年） - 堂島洋二 役
- キャバすか学園（2016年） - 田中相談役 役
- そして、誰もいなくなった（2017年） - 河野瀬勉 役
- 探偵・日暮旅人（2017年） - 島本秀明 役
- ウチの夫は仕事ができない（2017年） - 東公平 役
- トドメの接吻（2018年） - 並樹尊 役
- 崖っぷちホテル!（2018年） - 道源支配人 役
- 白衣の戦士!（2019年） - 入江丈太郎 役
- レッドアイズ 監視捜査班（2021年） - 下関森一 役
- 悪女（わる）〜働くのがカッコ悪いなんて誰が言った?〜（2022年） - 神山伝 役
- ゼイチョー（2023年） - 熊川良太郎 役
- 相続探偵 第9話・最終話（2025年3月22日・29日） - 浅葉重盛 役[3]

#### TBS
- QUIZ（2000年） - 植木淳 役
- ホームドラマ!（2004年） - 大槻社長 役
- 温泉へ行こう（2005年） - 新城
- 特命!刑事どん亀（2006年） - 雨宮天外 役
- スイーツドリーム（2006年） - ジョージ久我山 役
- 華麗なる一族（2007年）
- 猟奇的な彼女 (テレビドラマ)（2008年） - 山口教授 役
- あんどーなつ（2008年） - 三津屋勘助 役
- Tomorrow〜陽はまたのぼる〜（2008年） - 佐竹院長 役
- ぼくの妹（2009年） - 小高邦太郎 役
- ハンチョウ〜神南署安積班〜（2009年） - 「炭々亭」の店主
- MR.BRAIN（2009年） - 津田義一 役
- 水戸黄門 (パナソニック ドラマシアター)（2009年） - 伊沢庄左衛門 役
- となりの芝（2009年） - 塩野
- ステップファザー・ステップ（2012年） - 小原次郎 役
- 確証〜警視庁捜査3課（2013年） - 大橋譲二（もぐらの譲二） 役
- Dr.DMAT（2014年） - 関口逸郎 役
- Nのために（2014年） - 前田医師 役
- 美しき罠〜残花繚乱〜（2015年） - 神崎達弘 役
- 3つの街の物語（2015年） - 山県医師 役
- このミステリーがすごい! ベストセラー作家からの挑戦状（2015年） - 生駒良勝（祖父） 役
- 大恋愛〜僕を忘れる君と（2018年） - 山森部長 役
- 月曜名作劇場「はぐれ署長の殺人急行3」（2018年） - 桜木慎一郎 役
- その着せ替え人形は恋をする（2024年） - 五条薫 役[4]
- 月曜ミステリー劇場
  - 「財務捜査官 雨宮瑠璃子1」（2004年） - 早坂義男 役
  - 「十津川警部シリーズ28陸中海岸殺意の旅」（2003年3月24日） - 川岸（古美術商）
  - 「十津川警部シリーズ34」（2005年3月28日） - 野田浩二 役
  - 「ムコ入り刑事 高山家・明の事件ファイル2」（2005年） - 吉沢社長 役
- 月曜ゴールデン
  - 「ヤメ刑探偵 加賀美塔子2」（2012年） - 田端了全 役
  - 「松本清張没後20年スペシャル・寒流」（2013年） - 岩波甚吉 役
  - 「SP 八剱貴志」（2015年） - 森中肇 役

#### フジテレビ
- おいしい関係（1996年） - 田峰英太 役
- ナニワ金融道3（1998年）
- セミダブル（1999年） - 土岡副部長 役
- アフリカの夜（1999年） - 地上げ屋 役
- 危険な関係（1999年） - 栗原常務 役
- HERO（2001年） - 保田善之 役
- 怪談百物語（2002年） - 叶屋庄太夫 役
- バベル〜The Tower of Babel〜（2002年） - 本間啓介 役
- 天体観測（2002年） - 長谷川健太の父 役
- 熱烈的中華飯店（2003年） - 蜷川船長 役
- 白い巨塔（2003年） - 今津教授 役
- 大奥（2003年） - 堀田良庵 役
- WATER BOYS（2003年） - 唯野市長 役
- 大奥〜第一章〜（2004年） - 正雲 役
- めだか（2004年） - 芹沢寿男 役
- 大奥 華の乱（2005年） - 草庵 役
- Ns'あおい（2006年） - 笠井代議士 役
- アテンションプリーズ（2006年） - 横山豊 役
- 僕の歩く道（2006年） - 高野常務 役
- 絶対彼氏。（2008年） - 浅元志朗 役
- 33分探偵（2008年） - 権藤源五郎 役
- 愛讐のロメラ（2008年） - 石川恒三 役
- あんみつ姫（2009年） - かがみ大福餅 役
- ヴォイス〜命なき者の声〜（2009年） - 高木公一 役
- 黒部の太陽（2009年） - 若一王子神社の氏子総代会長 役
- 救命病棟24時（2009年） - 浦賀昌義 役
- 不毛地帯（2009年） - 一丸松次郎 役
- 泣かないと決めた日（2010年） - 小松亮介 役
- 素直になれなくて（2010年） - 市原泰敏 役
- それでも、生きてゆく（2011年） - 遠山悟志 役
- 謎解きはディナーのあとで（2011年）
- ストロベリーナイト（2012年） - 宇和島康平 役
- 剣客商売（2012年 - ） - 生島治郎太夫 役
- 花嫁のれん（2014年） - 藤堂支配人 役
- リーガルハイ・スペシャル（2014年） - 青葉康文 役
- 大使閣下の料理人（2015年） - 立花正春 役
- 別れたら好きな人（2015年） - 塚本社長 役
- 一千兆円の身代金（2015年） - 国武義和 役
- 嵐の涙〜私たちに明日はある〜（2016年）
- 営業部長 吉良奈津子（2016年） - 貝塚繁 役
- 嫌われる勇気（2017年） - 狸穴勝利 役
- 炎の経営者（2017年） - 中川寛平 役
- コード・ブルー -ドクターヘリ緊急救命-（2017年） - 名取将馬 役
- 絶対零度〜未然犯罪潜入捜査〜（2018年） - 滝本健三 役
- 三屋清左衛門残日録3（2018年） - 笠原重助 役
- 記憶（2018年） - 坪倉俊夫 役
- スキャンダル専門弁護士 QUEEN（2019年） - 林光蔵 役
- シャーロック（2019年） - 赤羽隆 役
- 悪魔の弁護人・御子柴礼司 〜贖罪の奏鳴曲〜（2019年） - 津田要蔵 役
- パパがも一度恋をした（2020年） - 持田十郎 役
- 知ってるワイフ（2021年） - 江川秀彦 役
- 最高のオバハン 第2シーズン（2022年） - 鵜飼栄一 役
- 院内警察（2024年） - 武藤則光院長 役[5]
- 金曜エンタテイメント
  - 「ナースな探偵3」（2000年） - 赤城周平 役
  - 「美容エステ探偵2」（2001年） - 斉藤吉也 役
  - 「地獄の花嫁2」（2001年） - 橘巡査 役
  - 「えなりかずきの少年探偵 事件でござる1」（2002年） - 羽柴壮介 役
  - 「ツインズな探偵3」（2003年） - 黒川静夫 役
- 赤と黒のゲキジョー
  - 「塔馬教授の天才推理2」（2014年） - 沼田雲海 役
  - 「浅見光彦シリーズ51」（2014年） - 深田圭造 役
- 世にも奇妙な物語
  - 「Be Silent」（2004年） - 浅野 役
  - 「影武者」（2005年） - 家老・彦左 役
  - 「ゴムゴムの男」（2015年） - 大鳳組長 役
  - 「ズンドコベロンチョ」<リメイク版>（2015年） - 杉山隆三郎（内閣総理大臣） 役
  - 「燃えない親父」（2020年） - 松田徹 役
  - 「追憶の洋館」（2024年）[6]

#### テレビ朝日
- 土曜ワイド劇場
  - 「松本清張特別企画・黒革の手帖」（1996年）
  - 「超完全犯罪の女医」（1998年） - 田島刑事 役
  - 「駅弁探偵殺人事件」（2001年） - 仙波実 役
  - 「松本清張没後10年記念企画・黒の奔流」（2002年） - 検察官
  - 「完全犯罪の女3」（2002年） - 川上弁護士 役
  - 「女警察署長・美佐子」（2003年） - 片山陽一郎 役
  - 「松本清張の証言」（2004年）
  - 「検事・朝日奈耀子2」（2004年） - 江口剛三 役
  - 「炎の警備隊長・五十嵐杜夫3」（2005年） - 宗方副社長 役
  - 「デパート仕掛け人!天王寺珠美の殺人推理1」（2007年） - 日高公一 役
  - 「変装捜査官・麻生ゆき3」（2007年） - 梶宗太郎 役
  - 「警視庁電話指導官〜深川真理子の事件簿」（2008年） - 鷺沼公三郎 役
  - 「女警察署長」（2009年） - 山崎刑事課長 役
  - 「ゴーストライターの殺人取材1」（2012年） - 元川博伸 役
  - 「冤罪死刑」（2013年） - 藤波仁志 役
  - 「温泉 (秘) 大作戦14」（2014年） - 白鳥裕司 役
  - 「温泉若おかみの殺人推理29」（2015年） - 塚本久 役
  - 「叡古教授の事件簿」（2016年） - 高寺保 役
- 雨と夢のあとに（2005年） - 桜井洋平 役
- 警視庁捜査一課9係
  - 第1シリーズ（2006年）
  - 第9シリーズ（2014年） - 東野森男 役
- てるてるあした（2006年） - 栗原
- 富豪刑事（2006年） - 稲尾幸三 役
- 信長の棺（2006年） - 「大善院」の住職 役
- けものみち（2006年） - 香川周太郎 役
- 女刑事みずき〜京都洛西署物語〜
  - 第1シリーズ（2005年） - 遠山貞夫 役
  - 第2シリーズ（2007年） - 城島公輔 役
- 白虎隊（2007年） - 田中玄清 役
- 菊次郎とさき（2007年） - 佐々木勝彦 役
- 生きる（2007年） - 斉藤主任 役
- 敵は本能寺にあり（2007年） - 佐久間信盛 役
- 相棒シリーズ
  - Season 6（2007年） - 原武清文 役
  - Season13（2014年） - 山本勇一 役
  - Season19（2021年） - 三門安吾 役
  - Season20（2021年） - 三門安吾 役
- 赤川次郎ミステリー 4姉妹探偵団（2008年） - 室田克彦 役
- 徳川家康と三人の女（2008年） - 酒井忠次 役
- 7人の女弁護士（2008年） - 裁判長
- 打撃天使ルリ（2008年） - 三宅達郎 役
- ドラマスペシャル　暴れん坊将軍（2008年） - 橋本相模守 役
- 落日燃ゆ（2009年） - 石原莞爾 役
- 松本清張生誕100年スペシャル・夜光の階段（2009年） - 添島
- 刑事一代 平塚八兵衛の昭和事件史（2009年） - 鈴原太一 役
- アンタッチャブル〜事件記者・鳴海遼子〜（2009年） - 宮島信正 役
- 交渉人〜THE NEGOTIATOR〜（2009年） - 筒井則之 役
- 樅ノ木は残った（2010年） - 古内志摩 役
- 宿命 1969-2010 -ワンス・アポン・ア・タイム・イン・東京-（2010年） - 田辺医師 役
- サラリーマン金太郎（2010年） - 大須賀義助 役
- 刑事定年（2010年） - 大場義成 役
- 悪党〜重犯罪捜査班（2011年） - 白川泰作 役
- 松本清張ドラマスペシャル 砂の器（2011年） - 住職
- 聖なる怪物たち（2012年） - 塩野順三郎 役
- ボーイズ・オン・ザ・ラン（2012年） - 櫻田会長 役
- 遺留捜査シリーズ
  - Season3（2013年） - 宗方慶一 役
  - Season6（2021年） - 深谷成章 役
- お天気お姉さん（2013年） - 園部弘之 役
- ドクターX〜外科医・大門未知子〜（2013年） - 片岡幹事長 役
- BORDER (金城一紀)（2014年） - 久島社長 役
- TEAM -警視庁特別犯罪捜査本部-（2014年） - 狩野正男 役
- 私の嫌いな探偵（2014年） - 豪徳寺豊蔵 役
- 迷宮捜査（2015年） - 山田一雄 役
- 最後の証人（2015年） - 岩瀬厚一郎 役
- 天使と悪魔-未解決事件匿名交渉課-（2015年） - 大葉幸太郎 役
- 民王（2015年） - 鶴田洋輔 役
- 刑事7人シリーズ
  - SEASON2（2016年） - 東京都知事・岡田憲一 役
  - SEASON9（2023年） - 利根川巌 役
- 就活家族〜きっと、うまくいく〜（2017年） - 織部和久 役
- 仮面ライダービルド（2017年） - 氷室泰山 役
- 科捜研の女
  - Season17（2017年） - 勝又晋 役
  - Season21（2022年） - 我妻浩二 役
- あなたには渡さない（2018年） - 野沢福造 役
- 警視庁・捜査一課長 2020（2020年） - 御影貴一郎 役
- グレイトギフト（2024年） - 愛宕克己 役[7]
- 特捜9 season7 第7話（2024年） - 谷繁正秀 役[8]
- 家政夫のミタゾノ 第7シーズン 第8話（2025年） - 内山田泰介 役[9]
- 大追跡〜警視庁SSBC強行犯係〜 第6話（2025年8月13日） - 諸星克也 役[10]
- 日曜プライム
  - 「CHIEF〜警視庁IR分析室〜」（2018年） - 東金太吉 役
  - 「指定弁護士 (テレビドラマ)」（2018年） - 辰波栄泉 役
  - 「庶務行員 多加賀主水が許さない」（2019年 - ） - 山崎勝太郎 役

#### テレビ東京
- 水曜ミステリー9
  - 「特捜刑事・遠山怜子2」（2004年） - 熊代大助 役
  - 「新米事件記者・三咲1」（2005年） - 佐田喜朔 役
  - 「農家の嫁は弁護士!神谷純子のふるさと事件簿1」（2005年） - 大塚茂 役
  - 「警視庁黒豆コンビ3」（2007年） - 富永敏雄 役
  - 「ブランド刑事 予備鑑定捜査員 桐原真実3」 （2008年） - 織部久恭 役
  - 「特命おばさん検事! 花村絢乃の事件ファイル2」（2014年） - 杉原信人 役
  - 「刑事吉永誠一 涙の事件簿13」（2016年）
- てのひらの闇（2001年） - 坂上大吾 役
- 新幹線をつくった男たち（2004年） - 山本利三郎 役
- 国盗り物語（2005年） - 長井利安 役
- 逃亡者 おりん（2006年） - 樋口清兵衛 役
- 幻十郎必殺剣（2008年） - 萩原摂津守 役
- 経済ドキュメンタリードラマ ルビコンの決断（2009年） - 播磨六郎 役
- 勇者ヨシヒコと魔王の城（2011年） - 岩鉄齋 役
- 刑事 蛇に横切られる（2014年） - 村沢克成 役
- ドクター調査班〜医療事故の闇を暴け〜（2016年） - 戸谷琢郎 役
- 石川五右衛門（2016年） - 美濃屋利兵衛 役
- ホテル警備隊 田辺素直（2016年） - 吉村俊介 役
- 人形佐七捕物帳 (2016年のテレビドラマ)（2017年） - 源蔵 役
- 噂の女（2018年） - 長谷川春男 役
- 記憶捜査〜新宿東署事件ファイル〜 第1シリーズ（2019年） - 黒澤昭夫 役
- この女に賭けろ（2019年） - 神谷房弘 役
- 警視庁ゼロ係〜生活安全課なんでも相談室〜 第4シリーズ（2019年） - 川崎明 役
- ハル〜総合商社の女〜（2019年） - 一乗寺俊太郎 役
- 呪縛 警視庁強行犯係・樋口顕（2020年） - 平沼惣助 役
- 神様のカルテ 第三夜（2021年） - 本庄真二郎 役
- らせんの迷宮〜DNA科学捜査〜（2021年） - 静原博史 役
- 月曜プレミア8
  - 「再雇用警察官3」（2021年） - 石栗貞道 役
  - 「女王の法医学〜屍活師〜2」（2022年） - 瓜生公造 役[11]

#### WOWOW
- 巷説百物語（2000年） - 鏑木十内 役
- 死の臓器（2015年） - 津久見医師 役
- 銭形警部 (テレビドラマ)（2017年） - 新城忠広 役
- アキラとあきら（2017年） - 松原利治 役
- 石つぶて 警視庁 二課刑事の残したもの（2017年） - 澤井勲平 役
- フィクサー Season1（2023年） - 村川俊介 役

#### その他
- ねこタクシー（2010年、TVK他） - 藤堂武史 役
- まかない荘（2016年、メ〜テレ） - 木下保 役
- 過保護な若旦那様の甘やかし婚 第3話（2024年6月7日、MBS） - 松坂幸志郎 役[12]

### 映画
- 乱（1985年）
- 天と地と（1990年） - 初狩野源五郎 役
- 突入せよ! あさま山荘事件（2002年） - 萩隊長 役
- COSMIC RESCUE（2003年） - 清水 役
- 死霊波（2005年） - 河村明弘 役
- 殴者 NAGURIMONO（2005年） - 黒田浅左右衛門 役
- 北の零年（2005年） - 警察隊長
- 蟬しぐれ（2005年） - 村上 役
- 大奥（2006年） - 快意 役
- フラガール（2006年）
- ザ・コテージ（2006年） - 兼崎支配人 役
- エンマ（2007年） - 遠山達彦 役
- 相棒 -劇場版- 絶体絶命! 42.195km 東京ビッグシティマラソン（2008年） - 原武清文 役
- クライマーズ・ハイ（2008年） - 稲岡信也 役
- イキガミ（2008年）
- ねこタクシー（2010年） - 藤堂武史 役
- 書道ガールズ!! わたしたちの甲子園（2010年） - 早川里子の父 役
- 日輪の遺産（2011年） - 田中静壱 役
- あんてるさんの花（2012年）
- 幸福のアリバイ〜Picture〜（2016年）
- レオン（2017年）
- 去年の冬、きみと別れ（2018年） - 沢田幸吉 役
- あなたの番です 劇場版（2021年）
- 劇場版 山崎一門〜日本統一〜（2022年） - マッドボンバー（重房信雄） 役
- カーリングの神様（2024年） - ヨネ 役

### 舞台
- 洒落男たち〜モダンボーイズ〜（1994年） - 刑事/花政 役
- あ・うん - 水田初太郎

### オリジナルビデオ
- ビルド NEW WORLD 仮面ライダーグリス（2019年） - 氷室泰山[13]

### インターネット配信
- サヨナラの恋（2010年10月 - 12月、BeeTV） - 葉山真一
- 課長島耕作のつぶやき（2024年、YouTube他） - 大泉裕介

### バラエティ
- クイズ!脳ベルSHOW（2021年12月8日、BSフジ）

### CM
- 富士ゼロックス
- 花王